# Jordan Botaka
Jordan Botaka (Kinshasa, 24 giugno 1993) è un calciatore congolese (Repubblica Democratica del Congo) con cittadinanza olandese, difensore o ala svincolato.

## Carriera
Cresciuto nei belgi del Club Bruges, nel gennaio del 2013 si trasferisce in prestito al Belenenses nella seconda serie portoghese. Nell'estate dello stesso anno si trasferisce agli olandesi dell'Excelsior, con cui ottiene la promozione in Eredivisie al termine della stagione 2013-2014, debuttando quindi in massima serie nella stagione successiva.